# Keresztes hadjárat farmerban
A Keresztes hadjárat farmerban (hollandul: Kruistocht in spijkerbroek) 2006-os holland kalandfilm, amelyet Ben Sombogaart rendezett. A forgatókönyvet Thea Beckman Crusade in Jeans című könyve alapján készítették. A főbb szerepekben Johnny Flynn, Stephanie Leonidas és Emily Watson. 2006. november 15-én mutatták be Hollandiában, Magyarországon DVD-n volt látható először 2010. szeptember 15-én.

## Cselekmény
Dolf egy 15 éves rotterdami fiú, aki a junior labdarúgó-válogatottban játszik. A film elején Dolf és csapata fontos bajnoki mérkőzést játszik a belga csapat ellen a németországi Speyer városában. Egy gól hátrányban vannak, és az utolsó percekben kapnak esélyt az egyenlítésre, amit Dolf elszúr.
Dolf anyja egy rotterdami kutatóközpontban dolgozik, ahol időgépet fejlesztettek ki. A gép lehetővé teszi, hogy egy tárgyat, állatot vagy személyt a múlt egy meghatározott idejére és helyére vigyenek, majd visszahozzák. A múltba küldött ember azonban csak akkor térhet vissza a jelenbe, egy pontos időben egy pontos helyen tartózkodik. Továbbá, egy speciális gyógyszeres kezelésre van szükség naponta, hogy az illető képes legyen életben maradni a múltban.
Dolf úgy dönt, hogy egy nap visszamegy az időben, hogy újrajátssza a meccset, mivel rendszeresen meglátogatja édesanyját a laborban, segít a munkában, az őrök ismerik, az íriszszkenneres engedélyellenőrzés átengedi, és tudja anyja jelszavát a számítógépes rendszerhez. A rendszer aktiválása azonban riasztja az őröket. Dolfnak még időben sikerül üzembe helyeznie a gépet, mielőtt az őrök megállíthatnák, de sietségében véletlenül a jelszót írja be a céldátum helyett, és ennek következtében 1212-be utazik. A mai futballstadion helyén köt ki, nem messze az akkor már létező Speyer városától.
Miután csavargók támadják meg, és egy Jenne nevű lány megmenteti, Dolf csatlakozik Jenne-hez a Gyermekek Keresztes hadjáratában: 8000 gyerek utazik Németországból Jeruzsálembe, hogy imádkozzanak a város megszabadításáért a muszlimoktól. A keresztes hadjáratot Nicolaas, egy tinédzser, látomásokkal bíró fiú és egy felnőtt pap, Anselmus atya vezeti. Bár nagy kerülővel jár, Anselmus elrendeli, hogy a gyerekek Genován keresztül utazzanak Jeruzsálembe, ahol Nicolaas arra számít, hogy a tenger szétválik, így a gyerekek elsétálhatnak a Szent Városba. Amit a gyerekek nem tudnak, hogy Anselmus titokban azt tervezte, hogy eladja őket egy Genovai rabszolgakereskedőknek, ahelyett, hogy Jeruzsálembe vinné őket.
A keresztes hadjárat során Dolf modern tudását alkalmazza hogy sok gyermek életét megmentse, küzdve a betegségekkel, emberrablókkal és az éhezéssel. Még az egyik vezetőt, Carolus herceget is megmenti a fulladástól. Mindez segít neki elnyerni a gyerekek és Nicolaas tiszteletét. Anselmus és testőre, Vick azonban lejáratják Dolfot, és amikor csak lehet, megpróbálják lerombolni a hírnevét. Genován kívül végre sikerül elhitetniük Nicolaas-szal és a többi gyerekkel, hogy Dolf az ördög ügynöke, akit ki kell végezni. Dolfnak az utolsó pillanatban sikerül megszöknie a kivégzésétől Jenne és Carolus segítségével, és végül felfedi Anselmus tervét, hogy rabszolgának adja el a gyerekeket.
Eközben Dolf anyjának - miután sikerült megtudnia gyermeke helyét, és értesült tetteiről Thaddeus szerzetes középkori kéziratából, akivel Dorf barátkozott - sikerül üzenetet küldenie neki, amelyben megmondja a visszatérésének dátumát és helyét. Bár Dolfnak és Jenne-nek sikerül időben eljutnia a helyszínre, kitör a harc a rabszolgakereskedőkkel, és Dolf kénytelen hátrahagyni Jenne-t 1212-ben, és egyedül visszatérni a jelenbe.
Otthon Dolfnak sikerül rávennie anyját, hogy engedje vissza 1212-be, hogy megtalálja Jenne-t. Az anyja beleegyezik, és Dolf ismét 1212-be indul, új időpontot és helyet tűzve ki a visszatérésére. Az európaiak számára a film itt ér véget. Az amerikai közönség számára bekerült egy plusz jelenet, amelyben Dolf ismét visszatért a jelenbe, ezúttal Jenne-nel. A film elején elvesztett focimeccset újrajátszva pedig Jenne szurkol neki a tömegben.

## Szereposztás
| Szereplő              | Színész            | Magyar hangja     |
| --------------------- | ------------------ | ----------------- |
| Rudolf "Dolf" Vega    | Johnny Flynn       | Czető Roland      |
| Jenne                 | Stephanie Leonidas | Szentesi Dorottya |
| Mary Vega, Dolf anyja | Emily Watson       | Román Judit       |
| Anselmus atya         | Michael Culkin     | Perlaki István    |
| Tádé atya             | Benno Fürmann      | Szatory Dávid     |
| Carlo Bennatti        | Herbert Knaup      | Rosta Sándor      |
| Carolus herceg        | Jake Kedge         | n.a               |
| Nicolas               | Robert Timmins     | n.a               |
| Rottweil grófja       | Jan Decleir        | n.a               |
| Isabella              | Ophelia Lovibond   | n.a               |
| Cecile                | Catrin Stewart     | n.a               |
| Dr. Lawrence          | Udo Kier           | n.a               |
| tanácstag             | Bert André         | n.a               |

## A forgatás helyszínei
A forgatás helyszíne Hollandia, Belgium, Luxemburg, Magyarország, Németország és Horvátország volt.

## Fordítás
Ez a szócikk részben vagy egészben  a   Crusade in Jeans (film) című angol Wikipédia-szócikk ezen változatának fordításán alapul.  Az eredeti cikk szerkesztőit annak laptörténete sorolja fel. Ez a jelzés csupán a megfogalmazás eredetét és a szerzői jogokat jelzi, nem szolgál a cikkben szereplő információk forrásmegjelöléseként.